# Liste der Videobandformate
Diese Liste enthält die meisten der bekannt gewordenen Videoformate und Speichermedien, mit denen es möglich ist, Videoinformationen zu speichern und abzuspielen.
Zu neueren bandlosen digitalen Formaten siehe auch Bandlose Aufzeichnung.
| Name                      | Band | Jahr   | Hersteller                                 | Farbe                                             | A/D     | Definition | Bemerkung |
| ------------------------- | --- | ------ | ------------------------------------------ | ------------------------------------------------- | ------- | ---------- | --- |
| Quadruplex                | 2 Zoll | 1956   | Ampex                                      | direkt (Farbe ab 1958 in NTSC-Umgebung) verfügbar | analog  | SD         | erstes Videoformat mit Schrägspuraufzeichnung                                                                                             |
| Octaplex                  | 2 Zoll |        | RCA                                        |                                                   | analog  | SD         | 2 Videos gleichzeitig |
| VR8000                    | 2 Zoll | 1961   | Ampex                                      | ohne                                              | analog  | SD         | |
| 1 Zoll A                  | 1 Zoll | 1965   | Ampex                                      | direkt                                            | analog  | SD         | auch als A-Format in der Literatur zu finden                                                                                              |
| GPR                       | 1 Zoll | 1969   | GrundigPhilips/Siemens                     | direkt                                            | analog  | SD/HD      | „Grundig prof. Recording“, bereits in den 1970er Jahren auch HD-Varianten für Einzelbildspeicherung verfügbar                             |
| 1 Zoll B                  | 1 Zoll | 1974   | Bosch Fernsehanlagen GmbH                  | direkt                                            | analog  | SD         | meistverwendetes Bandsystem der europäischen TV-Anstalten bis zur Einführung von Betacam                                                  |
| 1 Zoll C                  | 1 Zoll | 1978   | RCA/Ampex/Sony                             | direkt                                            | analog  | SD         | |
| IVC 9000                  | 2 Zoll | 1970er | IVC                                        | direkt                                            | analog  | SD         | Kassettengeräte und Geräte mit offenen Spulen bekannt                                                                                     |
| LDL                       | 1⁄2 Zoll | 1969   | Grundig/Philips                            | ohne                                              | analog  | SD         | einfaches, ausschließlich schwarzweißes Heimvideosystem mit Spulen                                                                        |
| EIAJ-1                    | 1⁄2 Zoll | 1970   | Electronic Industries Association of Japan | herabgesetzt                                      | analog  | SD         | frühes Videosystem mit Spulen, für Heim- und semiprofessionellen Einsatz                                                                  |
| U-matic Typ E             | 3⁄4 Zoll U-Matic                                                                                                | 1971   | Sony/JVC/Panasonic (ehemals Matsushita)    | herabgesetzt                                      | analog  | SD         | ursprünglich Heimsystem, später semiprofessionell, zwei Kassettengrößen, eine Stunde Laufzeit, auch portable Geräte                       |
| VCR                       | 1⁄2 Zoll VCR | 1971   | Grundig/Philips                            | herabgesetzt                                      | analog  | SD         | 65 Minuten Laufzeit, auch portable Geräte verfügbar                                                                                       |
| LVR                       | 1⁄2 Zoll | 1978   | BASF/Eumig                                 | herabgesetzt                                      | analog  | SD         | verwendet anstelle der Schrägspuraufzeichnung schnellauffende Kassette mit 48 Spuren, kam über Messepräsentation nicht hinaus             |
| VCR Longplay              | 1⁄2 Zoll VCR | 1977   | Grundig/Philips                            | herabgesetzt                                      | analog  | SD         | Kassette wie VCR, durch geringere Bandgeschwindigkeit 130 min Laufzeit                                                                    |
| Betamax                   | 1⁄2 Zoll Beta                                                                                                   | 1975   | Sony                                       | herabgesetzt                                      | analog  | SD         | Heimsystem, Grundlage für alle professionellem Betasysteme von Sony, im Gegensatz zu diesen allerdings nur eine Kassettengröße            |
| SVR Super Video Recording | 1⁄2 Zoll VCR | 1978   | Grundig                                    | herabgesetzt                                      | analog  | SD         | 300 Minuten Laufzeit, verwendet modifizierte VCR-Kassette                                                                                 |
| VHS                       | 1⁄2 Zoll VHS | 1976   | JVC                                        | herabgesetzt                                      | analog  | SD         | weltweit sehr verbreitet, in der PAL-Version 180, später 300 Minuten Laufzeit (Longplay: 360/600 Minuten)                                 |
| Video 2000                | 1⁄2 Zoll Video, es wird allerdings stets nur eine Bandhälfte bespielt, weshalb es ein 1⁄4-Zoll-Format darstellt | 1979   | Grundig/Philips                            | herabgesetzt                                      | analog  | SD         | bis zu 2 × 8 Stunden Laufzeit, einzig bekanntes Videoformat mit Wendekassette                                                             |
| CVC                       | 1⁄4 Zoll | 1980   | Funai Electric/Grundig                     | herabgesetzt                                      | analog  | SD         | portabel, Kassetten etwa Compact-Cassette-Größe                                                                                           |
| Lineplex                  | 1⁄4 Zoll | 1982   | Bosch/BTS                                  | Komponenten                                       | analog  | SD         | verwendet CVC-Kassette, speziell für die „Quartercam“ entwickelt                                                                          |
| Betacam                   | 1⁄2 Zoll Beta                                                                                                   | 1982   | Sony                                       | Komponenten                                       | analog  | SD         | verwendet Betamax-Kassette |
| M                         | 1⁄2 Zoll VHS | 1982   | RCA/Panasonic                              | Komponenten                                       | analog  | SD         | verwendet VHS-Kassette |
| Betacam SP                | 1⁄2 Zoll Beta                                                                                                   | 1986   | Sony                                       | Komponenten                                       | analog  | SD         | modifizierte Betamax-Kassette mit Metallband                                                                                              |
| MII                       | 1⁄2 Zoll VHS | 1986   | Panasonic                                  | Komponenten                                       | analog  | SD         | modif. VHS-Kassette, verwendet Metallband                                                                                                 |
| Video 8                   | 8 mm Video 8 | 1983   | Sony, Kodak und andere                     | herabgesetzt                                      | analog  | SD         | digitaler Ton möglich |
| S-VHS                     | 1⁄2 Zoll VHS | 1987   | JVC und weitere                            | herabgesetzt                                      | analog  | SD         | höher auflösende Variante von VHS, verwendet modifizierte VHS-Kassette                                                                    |
| Hi8                       | 8 mm Video 8 | 1989   | Sony                                       | herabgesetzt                                      | analog  | SD         | getrennte Signalübertragung für Farbe, Helligkeit, Hi-Fi-Ton, verwendet modifizierte Video-8-Kassette                                     |
| D1                        | 1⁄2 Zoll | 1988   | Sony                                       | Komponenten                                       | digital | SD         | Component-Videoformat mit Bandkassetten in drei Größen                                                                                    |
| D2                        | 1⁄2 Zoll | 1991   | Ampex/Sony                                 | direkt (digital)                                  | digital | SD         | Composite-Videoformat mit Bandkassetten in drei Größen, sollte 1 Zoll B und C digital ersetzen, direkt in Composite-Umgebung integrierbar |
| D3                        | 1⁄2 Zoll | 1991   | Panasonic                                  | direkt (digital)                                  | digital | SD         | Composite-Videoformat mit Bandkassetten in drei Größen                                                                                    |
| Digital Betacam           | 1⁄2 Zoll Beta                                                                                                   | 1993   | Sony                                       | Komponenten                                       | digital | SD         | modifizierte Betamax-Kassette mit Metallband                                                                                              |
| Betacam SX                | 1⁄2 Zoll Beta                                                                                                   | 1996   | Sony                                       | Komponenten                                       | digital | SD         | modifizierte Betamax-Kassette mit Metallband, MPEG2-Aufzeichnung mit 18 MBit/s                                                            |
| D-9 Digital S             | 1⁄2 Zoll VHS | 1996   | JVC                                        | Komponenten                                       | digital | SD         | verwendet modifizierte VHS-Kassette |
| DVCPro (25/50/HD)         | 1⁄2 Zoll DVCPro                                                                                                 |        | Panasonic                                  | Komponenten                                       | digital | SD         | drei Kassettengrößen verfügbar, abwärtskompatibel zu miniDV und DV                                                                        |
| miniDV, DV, DVCAM         | | 1996   | Sony                                       | Komponenten                                       | digital | SD         | zwei Kassettengroßen verfügbar, teilweise mit DVCPro kompatibel, abwärtskompatibel zu miniDV                                              |
| MPEG-IMX/IMX-Band         | 1⁄2 Zoll Beta                                                                                                   | 2000   | Sony                                       | Komponenten                                       | digital | SD         | modifizierte Betamax-Kassette mit Metallband, MPEG2 mit 50 Mbit/s                                                                         |
| HDCAM                     | 1⁄2 Zoll Beta                                                                                                   | 1997   | Sony                                       | Komponenten                                       | digital | HD         | modifizierte Betamax-Kassette mit Metallband, 1080 × 1920 Pixel interlaced und progressiv, meistverbreitetes HD-Bandsystem                |
| D-VHS                     | 1⁄2 Zoll VHS | 1997   | JVC                                        | Komponenten                                       | digital | SD/HD      | |
| Digital 8                 | 8 mm Video 8 | 1999   | Sony                                       | Komponenten                                       | digital | SD         | |
| HDCAM-SR                  | 1⁄2 Zoll Beta                                                                                                   | 2003   | Sony                                       | Komponenten                                       | digital | HD         | modifizierte Betamax-Kassette mit Metallband, volles HD-Format in MPEG4 Kompression                                                       |
| HDV                       | Kassette wie miniDV                                                                                             | 2004   | Sony/JVC                                   | Komponenten 4:2:0                                 | digital | SD/HD      | MPEG-2 codiertes HD-Format mit 1280×720 (HDV1) resp. 1440×1080 px (HDV2). 25 Mbit/s.                                                      |